# Картон, Кевин
Кевин Мередит Картон (англ. Kevin Meredith Carton; 26 октября 1933, Лакхнау, Британская Индия — 3 августа 2017) — австралийский хоккеист на траве, полевой игрок. Участник летних Олимпийских игр 1956 и 1960 годов.

## Биография
Кевин Картон родился 26 октября 1933 года в индийском городе Лакхнау.
Впоследствии перебрался в Австралию. В 1951 году окончил колледж Тринити.
В 1956 году вошёл в состав сборной Австралии по хоккею на траве на летних Олимпийских играх в Мельбурне, занявшей 5-е место. Играл в поле, провёл 6 матчей, мячей не забивал.
В 1960 году вошёл в состав сборной Австралии по хоккею на траве на летних Олимпийских играх в Риме, занявшей 6-е место. Играл в поле, провёл 9 матчей, мячей не забивал.
В течение карьеры провёл за сборную Австралии 26 матчей. Был капитаном команды в победном Кубке памяти Мэннинга 1961 года против сборной Новой Зеландии. В 1962 году участвовал в Турнире десяти наций, где австралийцы заняли 2-е место.
Работал в индустрии путешествий и туризма. В 1995 году возглавил правление комиссии по туризму Западной Австралии.
Был награждён Австралийской спортивной медалью (1999), медалью Австралийского ордена (2000), Австралийской медалью за службу и Австралийскую премию столетия за заслуги в сфере туризма и в хоккее на траве.
Умер 3 августа 2017 года.